# Lerista wilkinsi
Lerista wilkinsi är en ödleart som beskrevs av  Parker 1926. Lerista wilkinsi ingår i släktet Lerista och familjen skinkar. Inga underarter finns listade i Catalogue of Life.